# Geranium aristatum
Geranium aristatum är en näveväxtart som beskrevs av Josef Franz Freyn och Paul Ernst Emil Sintenis. Geranium aristatum ingår i släktet nävor, och familjen näveväxter. Inga underarter finns listade i Catalogue of Life.